# Rachida (film)
Pour plus de détails, voir Fiche technique et Distribution.
Rachida est un film algéro-français réalisé par Yamina Bachir-Chouikh, sorti en 2002. Il s'agit du premier long-métrage de la réalisatrice.

## Synopsis
Pendant la décennie noire en Algérie, Rachida, une jeune institutrice d’Alger est violemment prise à partie par une bande de terroristes, dans laquelle se trouve un de ses anciens élèves. Il lui demande de placer une bombe dans son école, mais elle refuse d'obtempérer et on l'abat sur place. Elle survit et se réfugie avec sa mère, dans un petit village, mais la violence règne partout.

## Fiche technique
- Titre : Rachida
- Réalisation : Yamina Bachir-Chouikh
- Scénario : Yamina Bachir-Chouikh
- Photographie : Mustafa Ben Mihoub
- Musique originale : Anne-Olga De Pass
- Son : Martin Boissau et Rachid Bouafia
- Montage : Cécile Andreotti rt Yamina Bachir-Chouikh
- Costumes : Mahmia Aarar
- Production : Canal+, Ciel Production, Ciné-Sud Promotion, GAN Cinema Foundation, Ministère de la Culture de la République Française et Arte France Cinéma
- Pays d'origine :  Algérie et  France
- Langue d'origine : arabe algérien, français
- Genre : drame
- Durée : 100 minutes
- Dates de sortie :
  -  France : 21 mai 2002 pour la section Un Certain regard au Festival de Cannes 2002 ; 8 janvier 2003 (sortie nationale)

## Distribution
- Ibtissem Djouadi : Rachida
- Bahia Rachedi : Aïcha
- Rachida Messaoui : Zohra
- Hamid Remas : Hassen
- Zaki Boulenafed : Khaled
- Amel Choukh : La mariée
- Abdelkader Belmokadem : Mokhtar
- Ksil Amel : Fatima
- Merah Nacéra : Yasmina
- Lallall Narimen : Karima
- Bougherra Azzedine : Tahar

## Autour du film
« Une thérapie. C'est ainsi que Yamina Bachir-Chouikh parle de l'écriture, douloureuse de Rachida. Cinq ans pour raconter de l'intérieur cette "guerre sans nom" » qui déchirera l'Algérie au cours des années 1990.
- « Je vivais dans un climat de peur, de terreur, j'avais envie de l'exprimer. Il ne s'agissait pas de privilégier ma douleur personnelle (la réalisatrice évoque son frère, Mohamed, tué à cette époque-là et à qui est dédié son film). Je voulais aussi raconter le désarroi de citoyens ordinaires. Je n'ai pas le droit de m'accaparer cette souffrance... »[3] déclare Yamina Bachir-Chouikh. Elle avoue ensuite : « L'écriture fut difficile, car en règle générale la douleur obscurcit le jugement. [...] Il faut essayer de prendre du recul. [...] La douleur est humaine, elle n'est ni politique, ni militaire. »
- De surcroît, le cinéma algérien « fut brutalement stoppé par l'État algérien au moment où la population était en proie au terrible drame qui la martyrisait. Les écrans sans images et l'étouffement firent germer en moi la folle idée de réaliser, à contre-courant, un film. [...] J'ai choisi comme personnage principal une des victimes "préférées" : une femme, une enseignante. Ce choix me permet de souligner aussi la dégradation d'un système éducatif devenu un vivier de violence [...] », indique encore la réalisatrice. Si Rachida est une institutrice, elle n'est pas non plus « une militante. Elle aspirait à une vie normale. Elle se révèle forte au moment où la tragédie lui tombe dessus. En vérité, elle ne demandait, comme elle dit, qu'à "s'épanouir au milieu de ce p****n de fumier, de cette poubelle qu'est devenue l'Algérie" », poursuit Yamina Bachir-Chouikh.
- « Le film est une fiction inspirée de situations de violences vécues au quotidien. Rien n'a été inventé. Ce ne sont pas des faits-divers mais un drame. Dans la réalité, la jeune institutrice qui a inspiré le personnage de Rachida est morte lorsque la bombe a explosé », indique la réalisatrice. Là, peut s'expliquer, sans doute, « l'énorme solidarité autour du film. Les comédiens professionnels se sont mêlés aux villageois qui participaient au film. Les gens ont accepté de jouer leur propre rôle, anonymes, docteurs, brancardiers, policiers... »[4]

## Distinctions

### Récompenses
- Festival du film méditerranéen en Belgique[5] :
  - Prix spécial du jury.
  - Prix du public.
- Festival miroirs et cinémas d'Afriques de Marseille.
  - Prix du Long-métrage.
- Festival du film de Londres.
  - Prix Satyajit Ray.
- Festival international du film d'Amiens.
  - Prix du Public.
  - Licorne d'Or (Grand Prix du Jury).
- Festival de films des autres mondes en Suisse.
  - Prix du Public.
- Prix Humanum 2003 de l'UPCB / UBFP - Union de la presse cinématographique belge

### Nominations
- Nomination au Cinemafrica Film Festival à Stockholm.
- Nomination lors du Festival de Cannes pour le meilleur film.